# Dinoplax chelazziana
Dinoplax chelazziana is een keverslakkensoort uit de familie van de Chaetopleuridae. De wetenschappelijke naam van de soort is voor het eerst geldig gepubliceerd in 1983 door Ferreira.